# Republika Włoska (1802–1805)

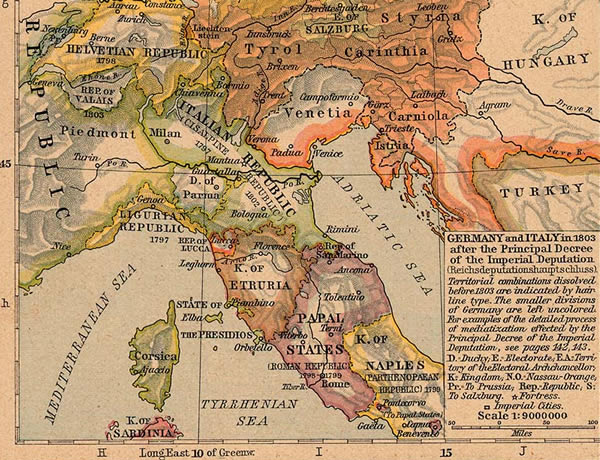
Republika Włoska na mapie regionu z 1803 roku.

Republika Włoska (1802–1805) – państwo w północno-środkowej części obecnych Włoch, zależne od Francji, proklamowane w miejsce Republiki Cisalpińskiej i obejmujące jej terytorium (Lombardia i Emilia-Romania), z Napoleonem Bonapartem, jako prezydentem. 
17 marca 1805 przekształcona w Królestwo Włoch z Napoleonem - wówczas Cesarzem Francuzów - jako królem.